# Giovanni Hinderbach
Giovanni Hinderbach (Johannes Hinderbach in tedesco; Rauschenberg, 15 agosto 1418 – Trento, 21 settembre 1486) è stato un vescovo cattolico tedesco.

## Biografia

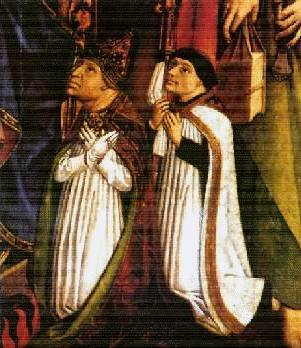
Hinderbach (a sinistra), dettaglio da un dipinto nel Museo diocesano tridentino

### Formazione giovanile
Johannes di Johann Scheib, proveniente da una famiglia colta e di rango sociale medio alto, dopo la prematura morte dei genitori, fu adottato dai nonni materni, dei quali assunse anche il cognome Hinderbach. Il tessuto sociale nel quale fu introdotto dalla famiglia della madre, contava docenti universitari, eruditi ed ecclesiastici, dai quali assimilò i primi fondamenti culturali, che influenzarono in modo determinante la sua formazione.
In particolare lo zio Dietmar, canonico di Passavia e più volte docente e rettore dell'Università di Vienna, lo introdusse nell'ambiente. Qui consegui il baccalaureato, nel 1437, per poi ottenere, subito dopo, la nomina a magister artium. Dopo un biennio passato nella locale facoltà di giurisprudenza, si trasferì in Italia, sua seconda patria, e completò gli studi presso l'Università di Padova. Qui, riuscì rapidamente ad imporsi. Dopo un rapido corso di studi divenne protagonista, fin dal 1441, ricoprendo cariche importanti nell'ambiente accademico ed allacciando rapporti privilegiati con diversi conclamati intellettuali del tempo, come Francesco Capodilista, Antonio Roselli e Simone de Lellis, che fra l'altro erano saldamenti introdotti presso la corte imperiale.
Successivamente curò la sua formazione ecclesiastica presso la collegiata di Ardagger. Nel 1450, nella parrocchia di Mödling, di cui già godeva dell'investitura, fu ordinato sacerdote, all'età di trentadue anni. Riuscì, così, a coronare un obiettivo, sempre ambito fin dalla giovanissima età.
Nel 1452, conseguì il dottorato in diritto canonico. Alla cerimonia accademica presenziò anche Federico III d'Asburgo che era diretto a Roma per l'incoronazione imperiale e per le nozze con Eleonora di Portogallo. Non a caso l'H. era secretarius, consigliere e diplomatico ai servizi dell'Imperatore.
Entrò nelle grazie dell'imperatrice che lo accolse nella sua corte ed in breve tempo fu chiamato a ricoprire diversi incarichi per i sovrani, tramite i quali ebbe la possibilità di rinnovare importanti amicizie, tra le quali, quella con Enea Silvio Piccolomini, di cui divenne intimo amico e collaboratore.
Le sue qualità di consigliere dotto, le sue conoscenze giuridiche e la sua preparazione in diversi campi, fecero in modo che la corte imperiale si avvalesse della sua collaborazione in compiti delicati e di prestigio. Collaborazione che, nonostante i suoi impegni ecclesiastici, continuò ininterrotta fino alla sua morte.
Nel 1459 in occasione del pontificato del Piccolomini, salito al soglio romano come Pio II, fece parte della legazione dell'Imperatore, e nell'occasione lesse l'orazione ufficiale. La sua attività di legato imperiale, continuò a lungo e a Roma ebbe modo di intrattenere ed ampliare le relazioni personali con molti esponenti della curia, curando inoltre i suoi interessi culturali, che spaziavano dall'arte alla lettere e alla storia. Le conoscenze di curia, inoltre, gli consentirono di ottenere benefici ecclesiastici tramite investiture in canonicati e prepositure, che gli consentirono di mantenere uno status consono alla sua posizione.
Si sentiva ormai maturo, per ricoprire nella chiesa incarchi di maggiore prestigio. L'occasione si presentò quando con la morte di Niccolò da Cusa, la cattedra vescovile di Bressanone si rese disponibile. Tutte le sue relazioni e lo stesso interessamento dell'imperatrice Eleonora, non riuscirono a fargli ottenere il successo desiderato, provocando una cocente delusione.

### Principe Vescovo

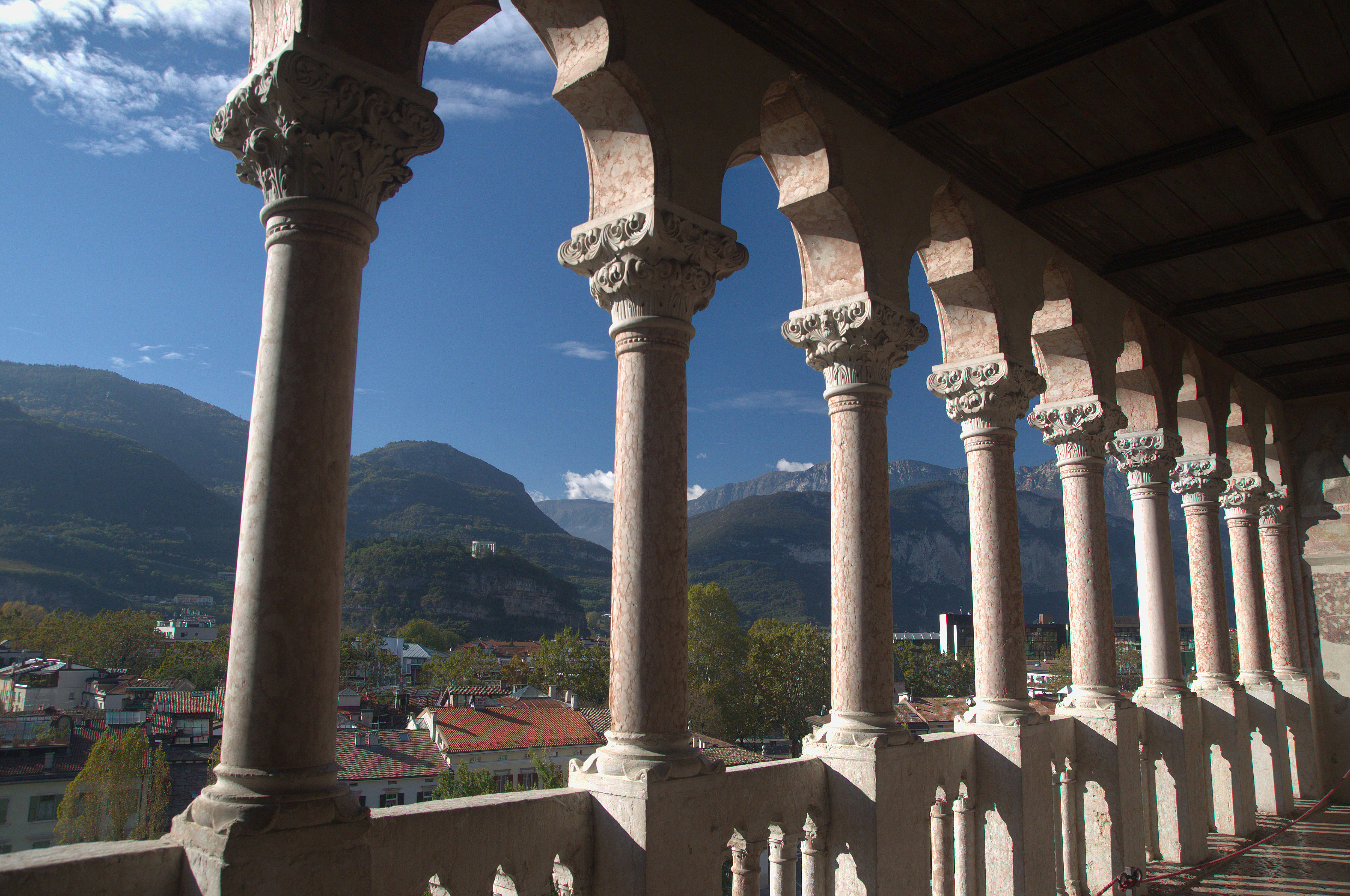
Loggia del castello voluta da Johannes Hinderbach

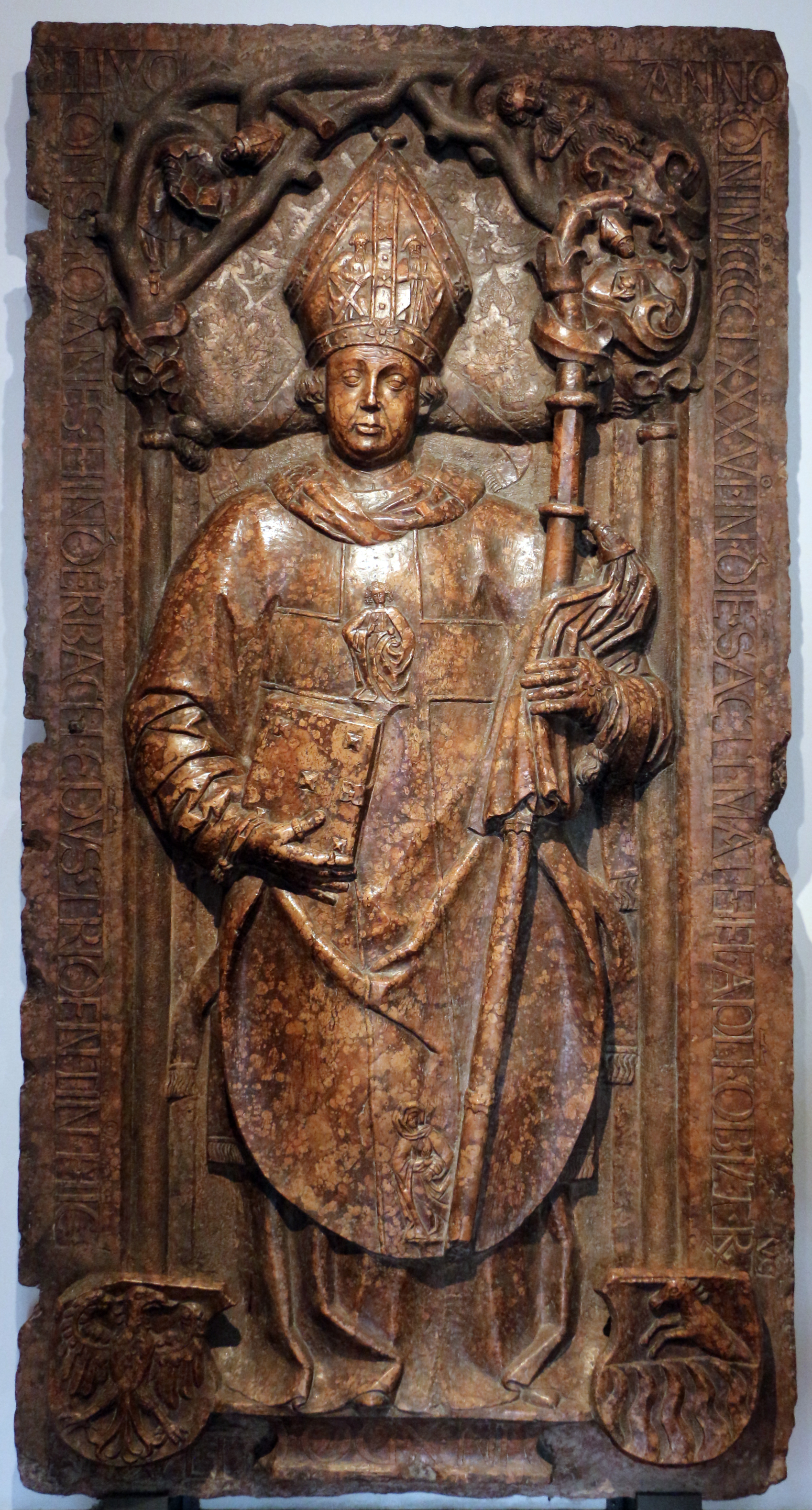
La lastra tombale di Giovanni Hinderbach conservata presso il Museo diocesano tridentino

L'investitura episcopale giunse nel 1466, non senza contrasti. Infatti, nel 1465, il capitolo dei canonici di San Vigilio, lo elesse vescovo di Trento. La conferma pontificia, però, giunse solo l'anno successivo. La cattedra tridentina, nelle intenzioni della curia era destinata ad altro candidato, in particolare era prevista la designazione del cardinale Francesco Gonzaga di Mantova. Comunque il prelato riuscì ad ottenere il governo spirituale della diocesi. Dovette attendere ancora, per l'investitura temporale, che si concretizzò tra il 1468 e 1469, quando avvenne ufficialmente, la presa di possesso del Castello del Buonconsiglio. L'Hinderbach fu finalmente legittimato nella sua carica di capo supremo del Principato vescovile di Trento. Inizialmente gli impegni diplomatici nei confronti dell'imperatore non gli consentirono una completa dedizione alle funzioni di governo. La presenza dei Turchi nei Balcani e la pressione presso i confini orientali, destavano forte apprensione sia nel papato che nell'Impero. Rappresentò gli interessi di Federico III, nel congresso tenuto a Roma nel 1469 e partecipò alla Dieta di Ratisbona nel 1471, e a quella di Augusta nel 1474.

#### Impegno politico, amministrativo e cura pastorale
Il principe vescovo, nonostante il disbrigo di questi eventi, legati alla sua precedente attività diplomatica, progressivamente, fu coinvolto dagli impegni del principato, specialmente, quando vide sfumare, dopo il 1471, le sue aspirazioni a vestire la porpora cardinalizia.
Seguì un periodo di forte impegno, nel tentativo di riorganizzare, il territorio e le prerogative statuali, compromesse dai suoi predecessori. Riuscì a difendere i confini dall'ingerenza della Repubblica di Venezia a sud e dal duca Sigismondo d'Austria-Tirolo a nord, anche se da quest'ultimo dovette subire il condizionamento politico militare, sottoscrivendo le cosiddette compattate del 1468. All'interno ristabilì le proprie prerogative, ridimensionando i poteri dei signori e delle comunità locali.
Grazie alle sue radici culturali, valorizzò e ampliò la collezione di libri rari, e diede impulso alla formazione di una biblioteca vescovile, arricchendola con manoscritti e incunaboli a testimonianza della sua particolare conoscenza dell'agiografia, storia, geografia e letteratura.
Rinnovò radicalmente la fisionomia del Castello del Buonconsiglio. Le vecchie strutture in legno e mattoni furono sostituite e nuove tecniche di costruzione conferirono all'edificio un aspetto completamente diverso da quello che aveva il vecchio maniero medievale.
Un altro aspetto particolare della sua personalità ecclesiale, fu una ricca collezione di reliquie. Da notare tra l'altro che avendo, a suo tempo, potuto apprezzare, a Vienna, negli anni cinquanta, e, a Roma, negli anni sessanta, la nuova arte della stampa, ne intuì le formidabili implicazioni. Con ogni probabilità, fu proprio lui, ad introdurla nel principato. Se ne servì, in diverse occasioni, non ultima fu la divulgazione delle problematiche legate alla minaccia turca che ora, nei primi anni settanta, si presentava sempre più incombente alle frontiere del territorio trentino-tirolese.
La sua attività pastorale fu improntata al massimo rigore. Esempio ne sono state, la moralizzazione del clero, il rispetto per la liturgia, la venerazione dei santi e delle reliquie.
Le frequenti visite pastorali nel territorio, le altrettanto frequenti riunioni con il clero locale, testimoniano il suo zelo pastorale, che rifuggiva dagli aspetti formali e privilegiava la cura delle anime.

#### Il cosiddetto infanticidio rituale del piccolo Simone

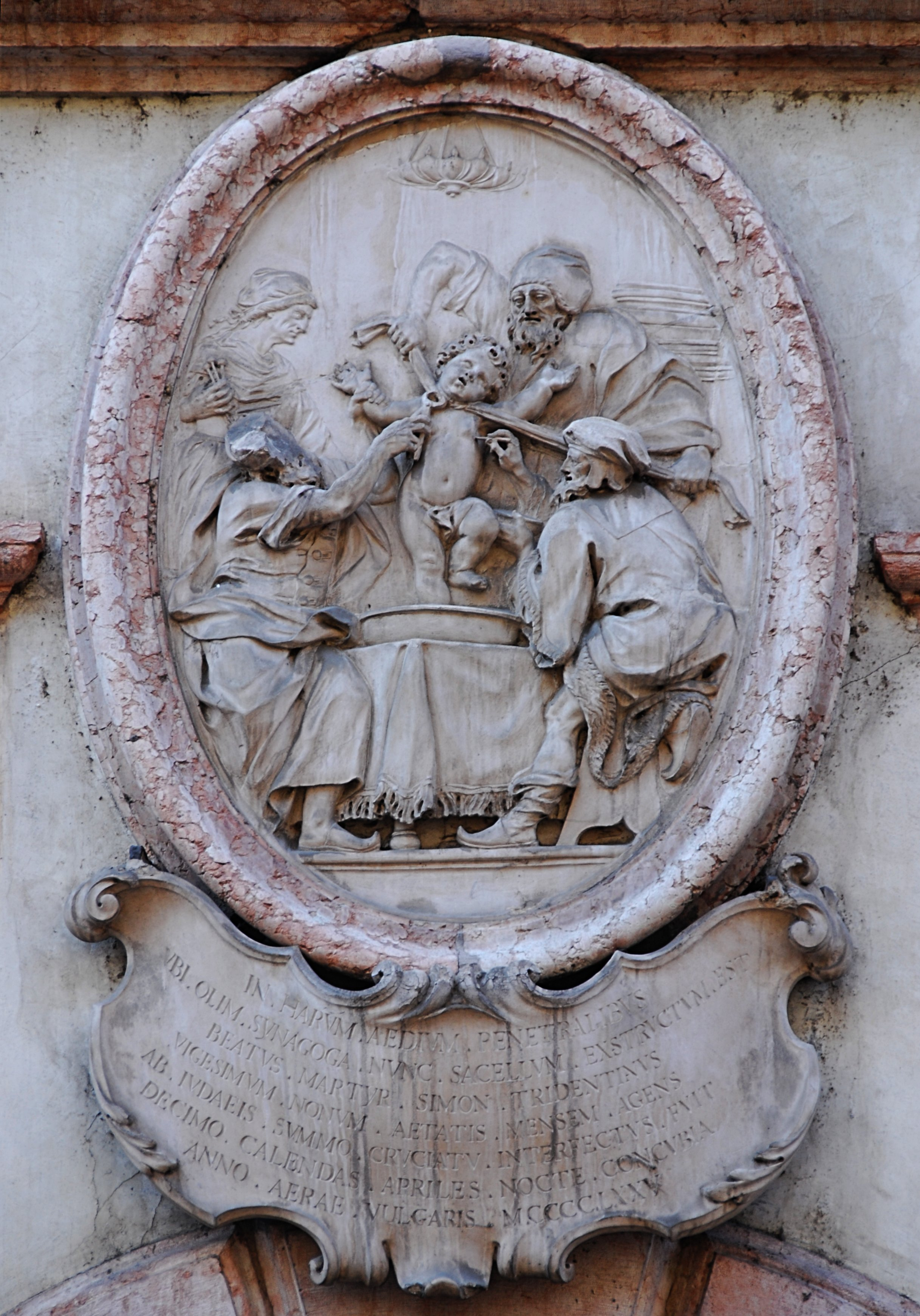
Martirio del Beato Simonino, Palazzo Salvadori, Trento

Il 23 marzo 1475, giovedì santo, avvenne, nello sgomento generale della comunità tridentina, la scomparsa di un bimbo di due anni di nome Simone, conosciuto, poi come il beato Simonino. La successiva domenica, giorno di Pasqua, questi venne ritrovato cadavere, nelle acque di un canale di irrigazione nei pressi di una casa rurale La famiglia che l'abitava era ebrea e, come tutte quelle di Trento, era di origine ashkenazita.
Il tragico episodio avvenuto in circostanze non chiare, provocò un grande clamore ed in un'atmosfera, resa infuocata dalle predicazioni antisemite del frate francescano Bernardino da Feltre, i sospetti caddero subito su quella famiglia, che fu accusata di infanticidio rituale (finalizzato alla raccolta del sangue di un bambino da utilizzare per impastare il pane azzimo per la Pasqua ebraica). Nel breve periodo di pochi mesi, nonostante i pochi e inconsistenti indizi e l'inattendibilità di confessioni estorte con la tortura, gli ebrei furono riconosciuti colpevoli e condannati a morte.
Questo episodio ha reso tristemente famoso questo vescovo, che viene ricordato principalmente come persecutore degli ebrei. Va tuttavia ricordato, che l'antisemitismo era molto diffuso nell'Europa del tempo. In più occasioni gli ebrei costituivano il capro espiatorio, di molte avversità, non ultima la peste nera del 1348. L'Hinderbach, non fu immune da questa cultura e lasciò che il processo avesse il suo corso turbolento, condizionato anche dal fatto che le comunità aschenazite già in passato erano state accusate di sacrifici rituali.
L'episodio comunque destò una vasta eco. Papa Sisto IV nominò un frate domenicano, Battista dei Giudici, quale commissario incaricato di indagare sui fatti e lo svolgimento del processo. Fu proprio questa iniziativa che provocò il disappunto di Hinderbach, che forte della sua preparazione giuridica e dottrinale, delle sue amicizie nella curia e soprattutto padrone di un mezzo divulgativo come la stampa, mise in moto una macchina imponente a difesa del proprio operato. Il commissario pontificio, inoltre trovò da parte della popolazione tridentina, protesa ad ottenere la beatificazione del piccolo, un'atmosfera così ostile che, per le indagini, fu costretto a trasferirsi a Rovereto, nella Repubblica di Venezia.
Infine accolse le istanze difensive degli ebrei e si pronunciò per una riapertura del processo. In questa situazione di fronti contrapposti, Sisto IV nominò una commissione cardinalizia, che avrebbe dovuto pronunciarsi sull'evento. I lavori portarono ad un nulla di fatto. Nel 1478, dopo tre anni di serrati confronti, la commissione non si pronunciò sull'esito del processo, ma ne riconobbe la correttezza formale.
La conseguenza di questo aspra contrapposizione fu che, negli anni seguenti, gli ebrei furono, comunque allontanati dal principato vescovile, che non ebbe più al suo interno una comunità ebraica.

### Giovanni Hinderbach vescovo
Nel 1486 di ritorno da una missione, per conto dell'Imperatore, dopo aver presenziato alla messa nella Cattedrale di San Vigilio, colto da un malore, morì.
Era dotato di una personalità ricca e poliedrica, non scevra di difetti. Personaggio ricco di acume, con la sua puntigliosa osservanza della fede, ci ha lasciato un'infinità di appunti, ai margini dei suoi libri, breviari, omeliari, vite dei santi e altre opere di argomento sacro. Da essi emergono tratti specifici del suo modo di essere: il suo culto per le reliquie, il suo culto per la purezza, la sua misoginia, la sua avversione contro i turchi, visti come flagello della cristianità, l'ossessione del diavolo, visto come precettore e maestro degli ebrei.
Fin dall'età giovanile fu parte di un mondo vivacissimo, che partendo da un umanesimo tutto tedesco, approdò a dispute dialettiche che roteavano tra le università di Padova, Vienna e Bologna.
Le sue amicizie: Antonio Roselli, Giovanni Francesco Capodilista, Simone De Lellis. I suoi protettori: l'imperatore Federico III, l'imperatrice Eleonora del Portogallo, il papa Piccolomini, Pio II.
Proiettato verso il '500, il suo obiettivo era il conseguimento della purezza e della santità. Nelle sue azioni, però, restò imbrigliato nel rigorismo e l'ortodossia del Medioevo.

## Genealogia episcopale e successione apostolica
La genealogia episcopale è:
- Vescovo Domenico Dominici
- Vescovo Johannes Hinderbach

La successione apostolica è:
- Vescovo Giorgio Vink, O.Carm. (1481)